# Nicolò Tron
Nicolò Tron (Venezia, 1399 – Venezia, 28 luglio 1473) fu il 68º doge della Repubblica di Venezia.

## Biografia
Nacque da Luca Tron e da Lucia Trevisan. Della sua gioventù si hanno poche informazioni ma è noto come si dedicasse con passione ed abilità all'arte della mercanzia, riuscendo in pochissimi anni ad accumulare un ingente capitale (circa 90.000 ducati secondo alcune fonti).
Dopo numerosi viaggi in Oriente (Egitto e soprattutto Rodi) acquistò case e botteghe che gli consentirono sempre di vivere una vita agiata e comoda. Gran parte di questa ricchezza gli derivò dall'attività di mercatura che egli esercitava per conto della Serenissima.
Solo in età avanzata entrò nella carriera pubblica dove si distinse per la sua abilità e l'estrema cura degli interessi a lui affidati. Ebbe numerose cariche pubbliche: da ambasciatore presso il Papa Paolo II, a consigliere del doge Cristoforo Moro, savio del Maggior Consiglio e Podestà di Padova. Il 12 aprile 1466 venne nominato Procuratore di San Marco e il 25 novembre 1471 venne eletto sessantottesimo doge della Serenissima Repubblica di Venezia, al nono scrutinio e con il minimo del quorum; aveva settantuno anni.
I festeggiamenti per il suo insediamento furono particolarmente fastosi con elargizioni di denaro e cibo non solo al popolo ma anche a chierici e canonici. Il primo impegno del doge fu quello di risanare le casse dello Stato che si trovavano sull'orlo della bancarotta a causa delle perdite in battaglia contro i turchi. Con il suo nome furono coniati nuovi tipi di monete in argento (la cosiddetta lira Tron con la relativa mezza lira e il bagattino di rame), recanti tutte l'effigie del Doge, fatto che suscitò aspre reazioni e che venne in seguito proibito a partire dal Doge successivo. A tal riguardo la cronaca riportò molta soddisfazione sull'operato del doge che nel maneggio del denaro era sempre stato molto abile. Non furono toccate le fasce di popolazione meno abbienti ma fu introdotta invece una imposta sui patrimoni più consistenti.

## Dogato
Il dogato di Nicolò Tron fu breve ma intenso e durò venti mesi; la tragica perdita del figlio che fu ucciso dai turchi lo segnò profondamente. Egli proseguì la guerra contro i turchi che tentavano d'insidiare le colonie veneziane in Oriente (la guerra fu iniziata sotto il doge Cristoforo Moro nel 1463 e si sarebbe conclusa soltanto nel gennaio 1479 sotto il dogato di Giovanni Mocenigo).
Per allentare la pressione contro gli insediamenti veneziani vennero spediti ambasciatori presso il re della Persia Ussan Hassan (1473) nella speranza che così si aprisse un secondo fronte alle spalle della Turchia ma, in realtà, queste manovre ebbero scarso frutto e presto Ussan venne sconfitto.
Nel 1471, il doge e il senato della Repubblica, nel respingere l'assalto dei turchi che stavano assalendo le colonie veneziane, presero una decisione molto discussa all'epoca; costruire nuove galee prendendo i roveri dalla collina del Montello. E così i senatori votarono (anche il voto del doge viene al pari di quello dei senatori e nulla più) e i roveri del Montello giungevano all'Arsenale attraverso il fiume Piave.
Lira Tron o Trono è il nome con cui viene comunemente denominata la Lira emessa dal doge Nicolò Tron nel 1472 e incisa da Antonello della Moneta. È comunemente considerata la prima lira emessa in Italia. Era d'argento, pesava 6,52 grammi con un titolo di 0,948 e valeva 20 soldi, ognuno da 12 denari. Servivano quindi 240 denari per una lira. È l'unica moneta veneziana con l'effige del busto del doge in carica.

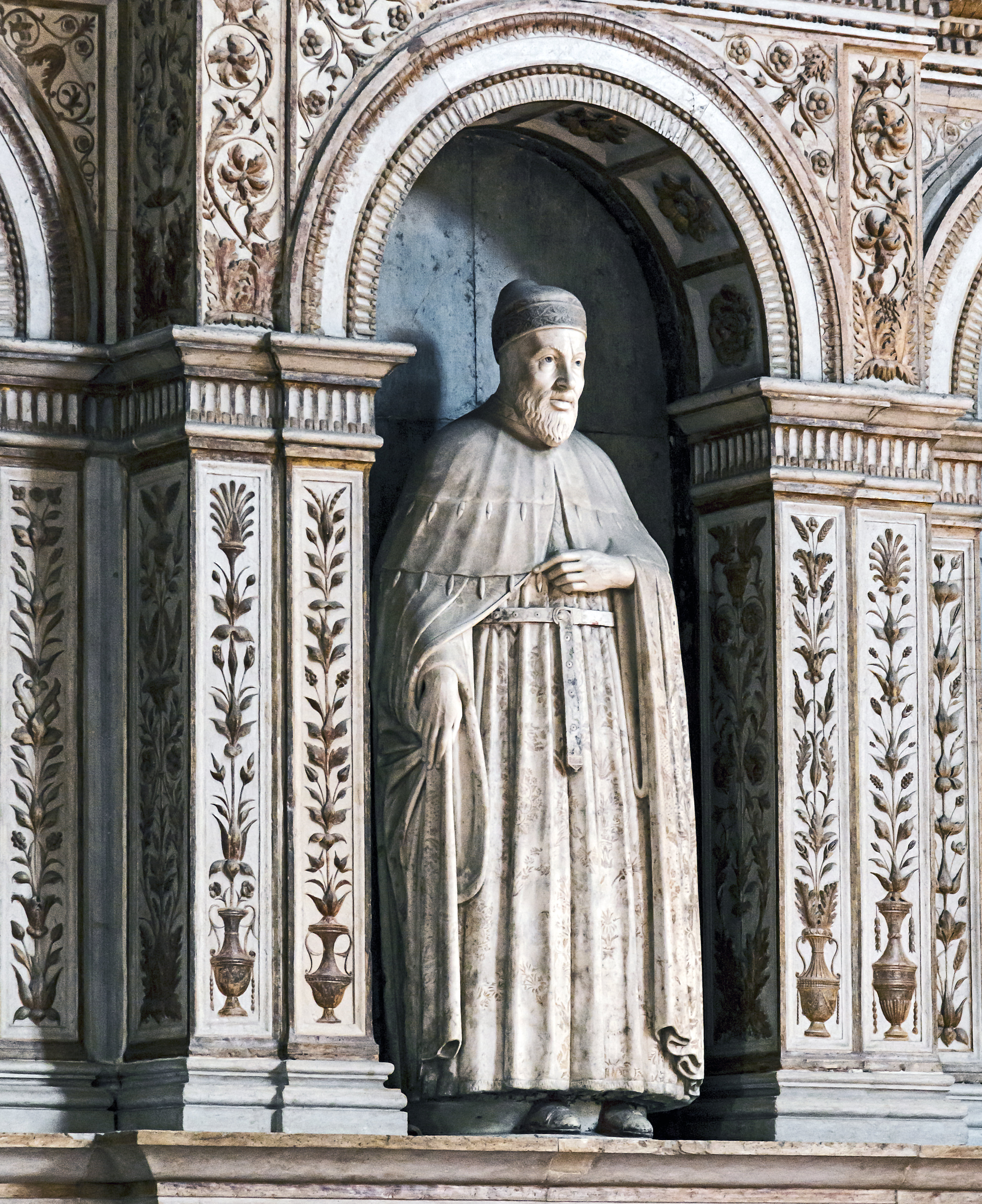
Statua del doge nel Monumento Tron, Venezia, Basilica di Santa Maria Gloriosa dei Frari (presbiterio)

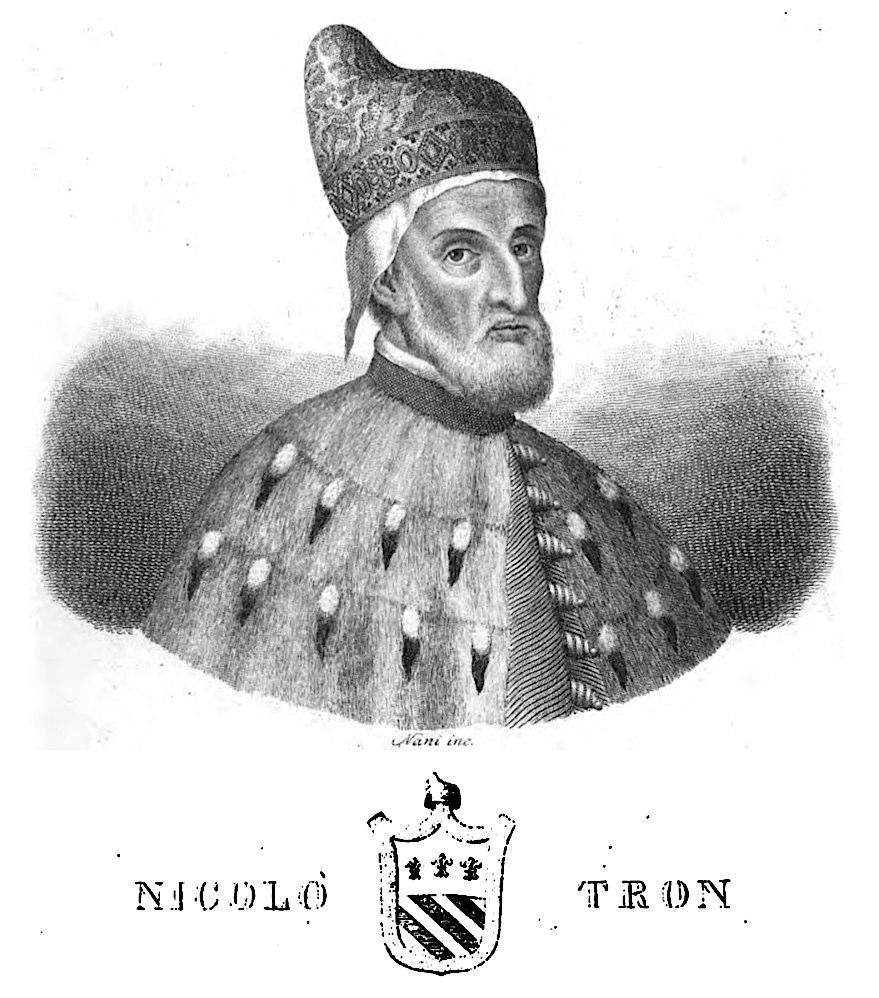
Doge Tron

Nicolò Tron, morirà il 28 luglio del 1473 a Venezia e fu sepolto nella Basilica di Santa Maria Gloriosa dei Frari di Venezia nel monumento funerario alto 12 metri opera dell'artista veronese Antonio Rizzo; fu il primo doge ad essere rappresentato anche in piedi meritando così una gloria imperitura oltre al dogato.
(Importante segnalare come nel settembre 1472 la nobile veneziana Caterina Corner andasse sposa all'ultimo re di Cipro, Giacomo II di Cipro; costui la sposò per onorare così gli ingenti debiti contratti con la famiglia di lei che, dopo averlo generosamente finanziato, voleva una contropartita. La morte di Giacomo II il 6 luglio 1473 aprì una grave crisi internazionale - Caterina era incinta ma il figlio morì poco dopo la nascita - con numerosi stati che rivendicavano il nuovo regno, tra i quali il Regno di Napoli e il Ducato di Savoia. Verso il finire dell'anno una rivolta mal riuscita diretta dai Sabaudi e dai Aragonesi di Napoli, dove vennero uccisi i parenti e il medico della regina davanti agli occhi della Corner, indusse Venezia ad inviare una flotta ed a prendere possesso dell'isola, accrescendo così il suo impero marittimo). A quell'epoca però Nicolò Trón non vi era già più.
Nella Sala del Maggior Consiglio di Palazzo Ducale il suo ritratto è accompagnato da un cartiglio con una scritta in latino che recita: "Hic Thronus aethereus dux est demissus ab astris / ut Persam Venetis vinceret foedera sancto. (Questo doge è Tron, calato dalle sfere celesti perché legasse il persiano ai veneti con un patto sacrosanto)."